# Eurocopter AS350 Ecureuil
O Eurocopter AS350 Écureuil (ou Esquilo), hoje Airbus Helicopters H125, é um helicóptero utilitário leve originalmente desenvolvido pela Aérospatiale e Eurocopter, hoje Airbus Helicopters. É fabricado no Brasil pela Helicópteros do Brasil S.A (Helibras) com a nomenclatura HB350 B. Segundo a Helibras, a nacionalização é de 43%.

## Desenvolvimento
Nos anos 1970, a Aérospatiale iniciou um programa para substituir o Aérospatiale Alouette II. Enquanto o Aérospatiale Gazelle, que havia sido desenvolvido nas décadas de 1960 e 1970, havia recebido inúmeros pedidos de clientes militares, as vendas comerciais do modelo foram menores do que o esperado, surgindo assim a necessidade de um desenvolvimento voltado para o setor civil.
O desenvolvimento da nova aeronave de asa rotativa, liderado pelo engenheiro-chefe René Mouille, tinha como foco a produção de um helicóptero econômico e eficiente em termos de custos, sendo assim, os departamentos de Produção e Aquisição da Aérospatiale estiveram fortemente envolvidos no processo de design. Uma das medidas adotadas foi o uso de uma estrutura de chapas laminadas, uma técnica de fabricação adaptada da indústria automobilística. Outra inovação foi o rotor principal recém desenvolvido, chamado Starflex. Também foi decidido que novas variantes, tanto civis quanto militares, seriam desenvolvidas para atender aos requisitos militares estabelecidos.
Em 27 de junho de 1974, o primeiro protótipo, um AS350C equipado com um motor turboeixo Lycoming LTS101, realizou seu voo inaugural em Marignane, na França. O segundo protótipo, equipado com um Turbomeca Arriel 1A, fez seu voo inaugural em 14 de fevereiro de 1975. A versão com motor Arriel, o AS350 B, destinada a vendas em todo o mundo, exceto na América do Norte, recebeu certificação na França em 27 de outubro de 1977, enquanto o AS350 C (ou AStar) com motor Lycoming foi certificado pela Administração Federal de Aviação dos Estados Unidos (FAA) em 21 de dezembro de 1977. Em março de 1978, as entregas para clientes começaram para o AS350B, e as entregas do AS350 C começaram em abril de 1978.
Com o tempo, o Esquilo passou por desenvolvimentos adicionais. Embora o design da aeronave permaneça amplamente similar, aspectos como o sistema de rotor, motores e aviônica foram progressivamente aprimorados. Em 6 de fevereiro de 1987, um protótipo do AS350 B2 voou com um rotor de cauda tipo fenestron em substituição ao convencional. Em 1.º de março de 1997, o primeiro AS350 B3, equipado com um motor Arriel 2B, realizou seu primeiro voo.
Programas de conversão e complementos para o AS350 têm sido produzidos e são oferecidos por empresas aeroespaciais terceirizadas no mercado de reposição, além daqueles disponíveis diretamente pelo fabricante principal do modelo. Variantes do AS350 B com motor Arriel, AS350 BA, AS350 B1, AS350 B2 e AS350 B3, foram introduzidas progressivamente. O modelo B3 mais recente difere dos modelos anteriores pelo uso crescente de sistemas digitais, como o conjunto de aviônica G500H fabricado pela Garmin e o sistema de controle do motor FADEC.
Antes de 2013, o modelo era fabricado principalmente nas instalações da Eurocopter em Marignane, perto de Marselha, França. Como parte de um movimento da empresa para dispersar suas atividades de produção de helicópteros, a Eurocopter optou por iniciar a produção e montagem final do AS350 em sua fábrica em Columbus, Mississippi, para entregas ao mercado de helicópteros comerciais dos EUA. O AS350 tem sido o produto mais vendido da Eurocopter no mercado estadunidense, com um modelo sendo vendido a cada dia útil. Em março de 2015, o primeiro AS350 B3e montado em Columbus recebeu sua certificação da FAA. Em dezembro de 2015, a Airbus Helicopters anunciou a intenção de dobrar a taxa de produção do AS350 em Columbus, com a instalação capaz de produzir até 65 AS350 por ano.

## Projeto
O AS350 é um helicóptero de motor único, equipado com o Lycoming LTS101 ou Turbomeca Arriel, que aciona um rotor principal de três pás, equipado com uma cabeça de rotor Starflex. O tipo é conhecido por seu desempenho em altitudes elevadas e tem sido usado por operadores em ambientes desafiadores. Tanto o rotor principal quanto o rotor de cauda são feitos de materiais compostos e são projetados para minimizar a corrosão e os requisitos de manutenção.

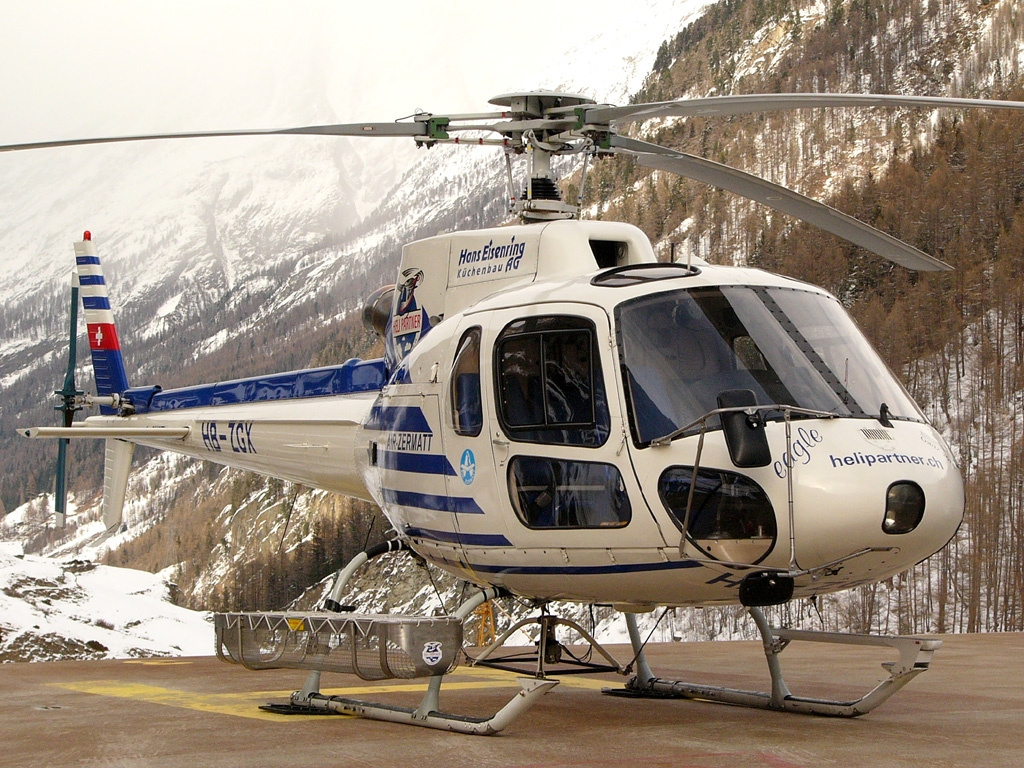
Um AS350 B2 nos alpes suícos, 2006

O AS350 também foi desenvolvido para cumprir os requisitos de ruído em locais povoados. Os níveis de ruído na cabine são baixos o suficiente para que os passageiros possam conversar facilmente durante o voo. A aeronave também pode ser rapidamente ligada e desligada, o que é frequentemente útil durante missões de serviços de emergência médica. Ele é equipado com controles de voo assistidos hidraulicamente: esses controles permanecem operacionais, embora exijam um esforço físico maior, no caso de uma falha hidráulica.
Grande parte da aviônica do AS350 é fornecida pela Garmin, como o indicador de desvio de curso GI 106A, o receptor VHF/VOR GNS 430, o transponder GTX 327 modo A e C e o intercomunicador GMA 340H. O Display Multifuncional de Veículo e Motor (VEMD) e o Indicador de Limite Principal (FLI) servem para aumentar a segurança da aeronave durante o voo, reduzindo o número de instrumentos que precisam ser monitorados pelo piloto e, assim, reduzindo sua carga de trabalho. Para maior suavidade no voo, o que afeta positivamente o conforto dos passageiros, bem como a segurança, sistemas de aumento de estabilidade podem ser instalados. Aeronaves de produção mais recente apresentam novos aviônicos e sistemas, como a integração de um Sistema Automático de Controle de Voo (AFCS) e piloto automático, um glass cockpit com três displays de cristal líquido (LCD) e aviônicos digitais, como o sistema de mapeamento de terreno com visão sintética e a console central Multibloc da Airbus, na qual os rádios podem ser instalados.
O AS350 tem se mostrado popular em uma variedade de funções: várias configurações de cabine podem ser usadas, entre quatro e seis passageiros em uma configuração de assentos típica, e grandes portas deslizantes podem ser instaladas em ambos os lados da cabine. Em alguns operadores, os objetos da cabine foram projetados para permitir que o espaço interno e o equipamento sejam rapidamente reconfigurados, possibilitando a mudança de função da aeronave.

## Histórico operacional

### Brasil

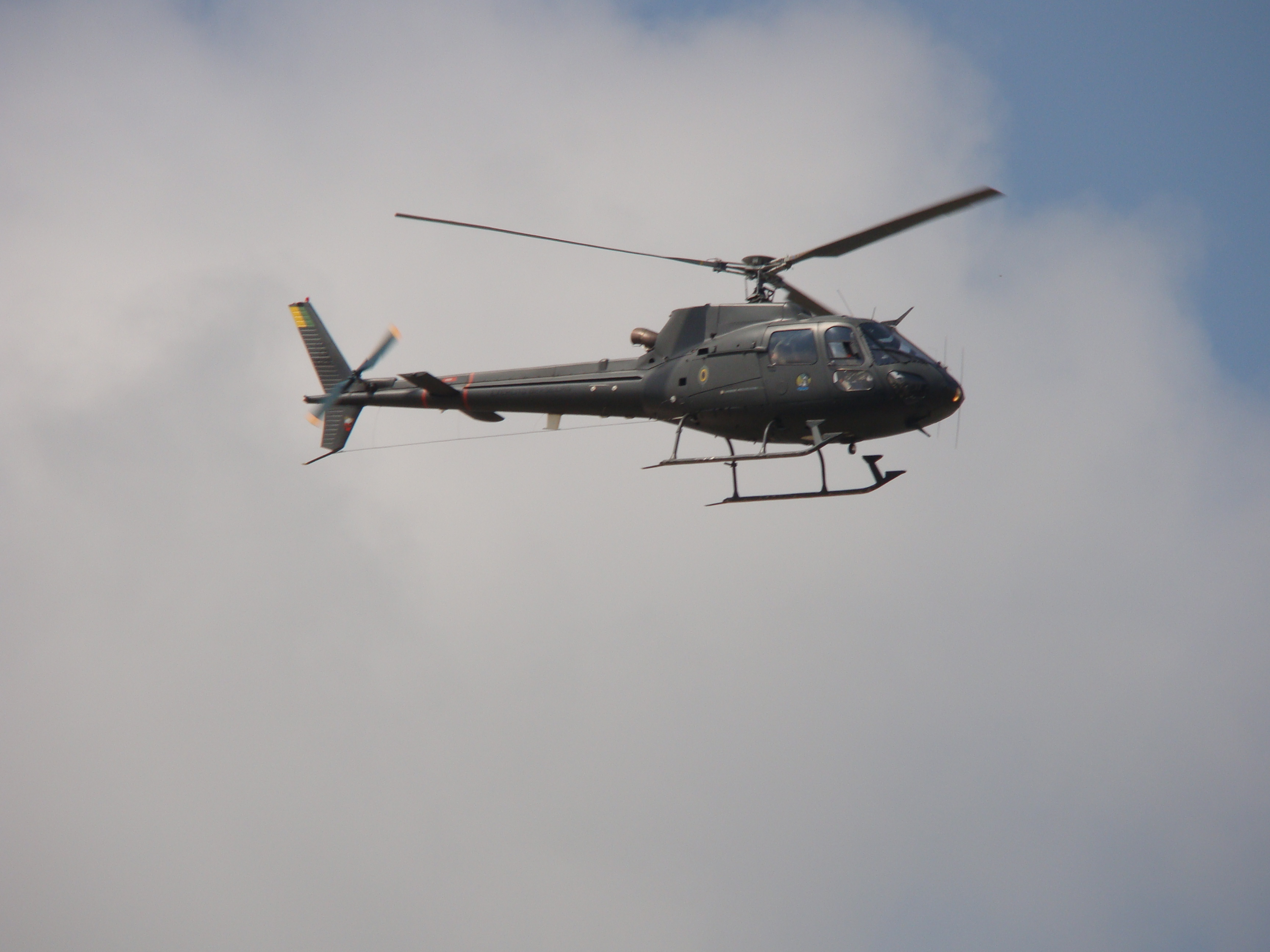
Um HB350 do Exército Brasileiro

Até 2011, mais de 300 helicópteros estavam em operação no Brasil, incluindo no porta-aviões NAe São Paulo (A-12). Desde 1984, a Marinha do Brasil utiliza os AS350 para apoiar o Programa Antártico Brasileiro. A Helibras, a subsidiária integral da Eurocopter no país, fabricava até 70% dos 600 helicópteros utilizados em território nacional até 2012. Em janeiro de 2011, a Helibras assinou um contrato com o Exército Brasileiro para atualizar e reformar substancialmente a frota de 36 AS350 Ecureuil. É carinhosamente chamado de "Tudão" ou "Faz Tudo", pela sua versatilidade em realizar uma grande gama de operações.

#### Marinha do Brasil
A Aviação Naval incentivou a produção de helicópteros do Brasil e foi o primeiro operador nacional do Esquilo. A primeira encomenda foi de seis modelos HB350, alocados no 1.º Esquadrão de Helicópteros de Emprego Geral (HU-1) em São Pedro da Aldeia, recebidos entre 1979 e 1980. Outras três aeronaves foram adquiridas em 1983.
Com o sucesso da operação dos Esquilos pela Marinha, em 1983, foi anunciada a aquisição de um lote de 10 unidades AS355 F2, com oito unidades designadas para integrar o 7.º e 8.º Grupo de Aviação, estabelecido na Base Aérea de Manaus. Eles seriam destinados a realizar diversas missões na região amazônica, em conjunto com os CH-34 Super Puma.
Na Marinha, os HB 350BA são denominados como UH-12 Esquilo. Já os AS355 F2, são denominados UH-13 Esquilo.
Em outubro de 2006, a Marinha do Brasil doou um modelo Esquilo para a Marinha do Uruguai, em cerimônia realizada em Montevidéu sob a presença do presidente do Uruguai na época, Tabaré Vázquez.
As unidades do HB350 são utilizadas como helicópteros utilitários no 1.º Esquadrão de Helicópteros de Emprego Geral (HU-1), em São Pedro da Aldeia, 3.º Esquadrão de Helicópteros de Emprego Geral (HU-3), em Manaus, 4.º Esquadrão de Helicópteros de Emprego Geral (HU-4), em Mato Grosso do Sul, e no 5.º Esquadrão de Helicópteros de Emprego Geral (HU-5), no Rio Grande do Sul.

#### Força Aérea Brasileira

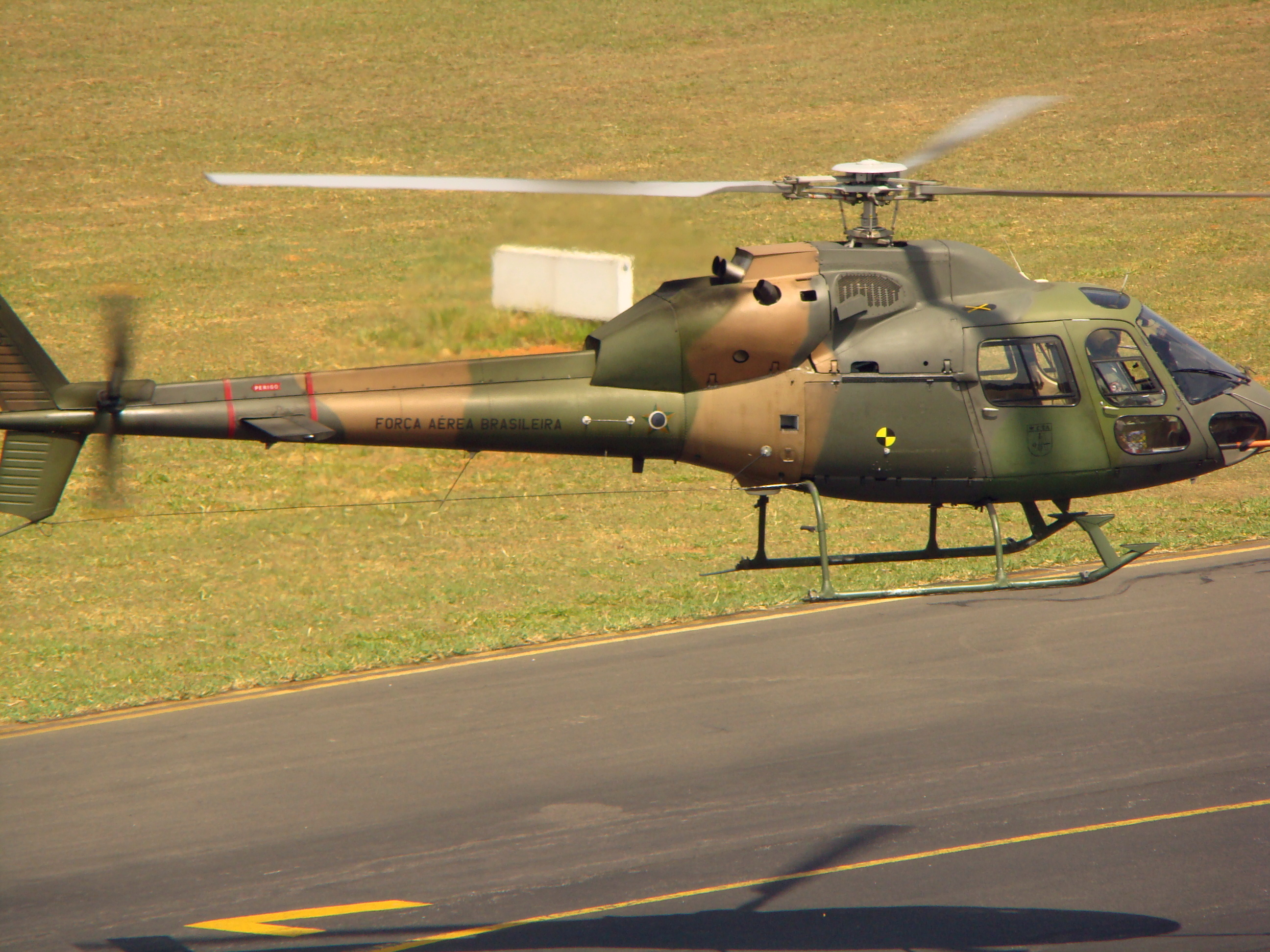
Um HB350 da Força Aérea Brasileira

Um total de 30 aparelhos HB350 B foram adquiridos pela Força Aérea Brasileira, operando a partir de 1986 como UH-50.
O primeiro grupo aéreo a receber o UH-50 foi o 1.º/11.º GAV, em 10 de outubro de 1986. No ano seguinte, foi a vez do 2.º/8.º GAV. Também em 1987, a Academia da Força Aérea e a Base Aérea de Anápolis receberam uma aeronave UH-50 cada.
Hoje, as 26 unidades restantes são usadas principalmente nas atividades de instrução aérea no 1.º/11.º Grupo de Aviação e pela Equipe SAR da Academia da Força Aérea, em Pirassununga, esta última era a aeronave do 2.º/8.º Grupo de Aviação.

#### Exército Brasileiro
Com a recriação da Aviação do Exército do Brasil, em 1986, foram adquiridos inicialmente 16 HA-1 Esquilo. A aeronave recebeu seu "batismo de fogo" em 1991, no âmbito da Operação Traíra, uma ofensiva conjunta das Forças Armadas brasileiras e colombianas contra as Forças Armadas Revolucionárias da Colômbia na fronteira, ao lado do HM-1 Pantera. Eles levaram suprimentos à base no rio Traíra, transportaram o 1.º Batalhão Especial de Fronteira e infiltraram e exfiltraram patrulhas do 1.º Batalhão de Forças Especiais. A operação revelou a necessidade de introduzir regras de voo por instrumentos, navegação por GPS e uma base de aviação na Amazônia.
Em meados dos anos 2000, o HA-1 mostrou-se útil no reconhecimento após a instalação do Sistema Olho de Águia, com uma câmera e antena instaladas abaixo do piso e conectadas aos decisores militares em terra.
Em agosto de 2022, o Exército Brasileiro operava 34 unidades do modelo AH-1A Fennec, sendo 16 no Centro de Instrução da Aviação do Exército (CIAvEx), em Taubaté, 12 no 1.º Batalhão de Aviação do Exército (1.º BAvEx), também em Taubaté, e 6 no 3.º BAvEx, em Campo Grande.

#### Uso policial
No Brasil, diversas polícias estaduais utilizam o Esquilo operacionalmente no combate ao crime. O destaque é a Polícia Militar do Estado de São Paulo, no CAvPM/SP "João Negrão", onde a maior frota brasileira dessas aeronaves, 24, é utilizada e tem o dever de apoiar todas as unidades da PMESP. Já a Polícia Civil do Estado de São Paulo, no SAT, possuía 4 aeronaves Esquilo até 2015, uma delas, o primeiro Esquilo blindado do Brasil para uso policial. No Ceará, o modelo é operado pela Coordenadoria Integrada de Operações Aéreas (Ciopaer), divisão de segurança da Polícia Militar do Ceará, que possui 2 aparelhos. No Rio Grande do Sul, a Brigada Militar do Rio Grande do Sul opera com 2 aeronaves.

### Portugal
O Estado Português adquiriu em 2007 4 helicópteros Eurocopter AS350 B3 Ecureuil para o combate a incêndios florestais, sendo operados pela empresa pública EMA - Empresa de Meios Aéreos até 2014, data em que esta empresa pública foi extinta devido a cortes orçamentais. Após 2014, estes helicópteros do Estado Português passaram a ser reparados e operados por empresas particulares no combate a incêndios. Em 2018 a gestão dos meios aéreos de combate a incêndios passou a ser gerida pela Força Aérea Portuguesa, tendo estes helicópteros sido adicionados ao inventário da Força Aérea através da Resolução do Conselho de Ministros n.º 139/2018, de 23 de outubro.
Dos 4 AS350 B3 adquiridos pelo estado Português, 3 estão em operação e um sofreu um acidente em 2015, não havendo vítimas mortais a registar.
Um AS350 Écureuil foi a aeronave envolvida numa amaragem no Rio Douro a 30 de agosto de 2024, enquanto retornava ao Centro de Meios Aéreos (CMA Armamar) após uma missão de combate a incêndios ao serviço da Unidade de Emergência de Proteção e Socorro (UEPS) em Baião, com o piloto da aeronave (único sobrevivente) e cinco militares a bordo.

## Recorde de altitude
No dia 14 de maio de 2005, o piloto de testes Didier Delsalle decolou de Lukla, Nepal para definir o recorde mundial de pouso mais elevado já realizado, descendo com um Eurocopter AS350 Squirrel sobre o topo do monte Everest, situado a 8.848 metros de altitude em relação ao nível médio do mar. Após ficar no topo do mundo por três minutos e cinquenta segundos, Delsalle decolou de volta ao aeroporto de Lukla.

## Acidentes

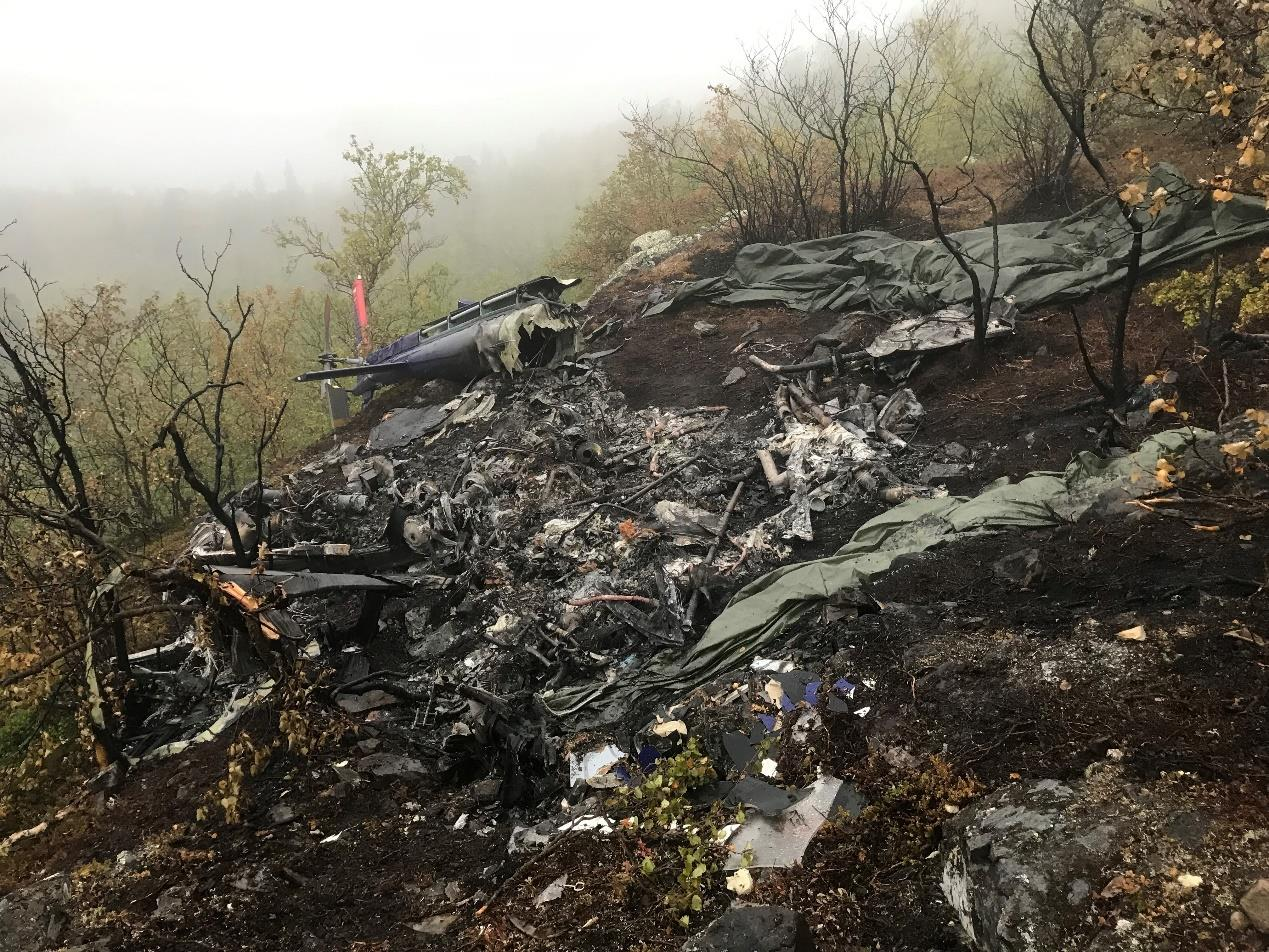
Restos carbonizados de um AS350, prefixo LN-OFU, acidentado em Skoddevarre, Noruega.

No dia 29 de dezembro de 2005,  um helicóptero AS350 B2 Esquilo, batizado Águia 4, prefixo PP-EDJ, da Coordenadoria Integrada de Operações Aéreas (Ciopaer) da Polícia Militar do Estado do Ceará, sofreu um grave acidente enquanto retornava de uma missão de patrulhamento aéreo em Fortaleza-CE, quando por motivos ainda desconhecidos, perdeu potência e altitude vindo a cair em um matagal. O piloto chegou a arremeter jogando o helicóptero para cima, mas a manobra de emergência não surtiu efeito e o aparelho caiu de uma altura de 40 metros em direção ao solo. Todos os três ocupantes policiais morreram na queda.
Em 10 de fevereiro de 2010 o helicóptero de notícias Esquilo Águia Dourada, da Rede Record, sofreu uma pane e caiu no Jockey Club, em São Paulo. Havia dois tripulantes, sendo estes o piloto, que faleceu na hora da queda, e o tripulante Alexandre Silva de Moura, cinegrafista da emissora, que ficou internado em estado grave. O cinegrafista conseguiu sobreviver ao acidente.
No dia 17 de junho de 2011, o helicóptero Esquilo, prefixo PR-OMO, decolou de Porto Seguro, por volta das 18h, com destino a Trancoso, mas caiu no mar minutos antes do pouso; morreram na queda todos passageiros e tripulante.
No dia 27 de outubro de 2013, o helicóptero Esquilo prefixo PT-HZQ decolou de Ilheus, Bahia, às 19h34min, a fim de realizar um voo de treinamento local. Com cerca de 12 minutos de voo, houve a perda de controle em voo da aeronave, que se chocou contra o solo. Devido a baixa altitude, o piloto e os dois passageiros saíram ilesos.
No dia 7 de junho de 2014, o helicóptero HB-350BA Esquilo, prefixo PT-YJJ, caiu logo após decolar, em Aruanã, Goiás. Todos os cinco tripulantes faleceram, entre eles o ex-jogador Fernandão. O laudo pericial do Cenipa divulgado somente em 18 de janeiro de 2016, apontou que a causa do acidente foi erro humano do piloto. Os tripulantes eram Milton Ananias, coronel aposentado da Polícia Militar e quem pilotava a aeronave, Antônio de Pádua, primo do ex-governador de Goiás, Marconi Perillo, Edmilson de Sousa Lemes, cabo da PM e presidente da Câmara Municipal de Palmeiras de Goiás, Lindomar Mendes Vieira, funcionário da Fazenda e o ex-jogador Fernando Lúcio da Costa.
No dia 19 de novembro de 2016, o helicóptero Esquilo AS 350B3 caiu durante uma operação da PM na Cidade de Deus, Rio de Janeiro, até então classificada pelo governo como "pacificada". Não havia, até o dia 21 de novembro, apuração da real causa da queda. A manutenção do helicóptero estava em dia e o modelo não era blindado. Todos os 4 policiais militares que estavam a bordo morreram no local e todos eles tinham experiência de mais de 1 década na corporação, afastando a possibilidade da causa da queda ter sido erro humano.

## Variantes
- AS350: Protótipo.
- AS350 Firefighter: Versão para combate a incêndios. AS350B Equipado com um motor Turbomeca Arriel 1B.
- AS350 B: Equipada com um motor Turbomeca Arriel 1B.
- AS350 B1: Versão aprimorada do AS350B original, equipada com um motor Turbomeca Arriel 1D, lâminas principais AS355, rotor de cauda AS355 com abas e um servo do rotor de cauda.
- AS350 B2: Versão com peso bruto maior, equipada com um motor Arriel 1D1 em relação à versão B1, com estabilizador aerodinâmico instalado na cauda ao longo do lado estibordo e dutos de exaustão do motor angulados para melhor controle de guinada.

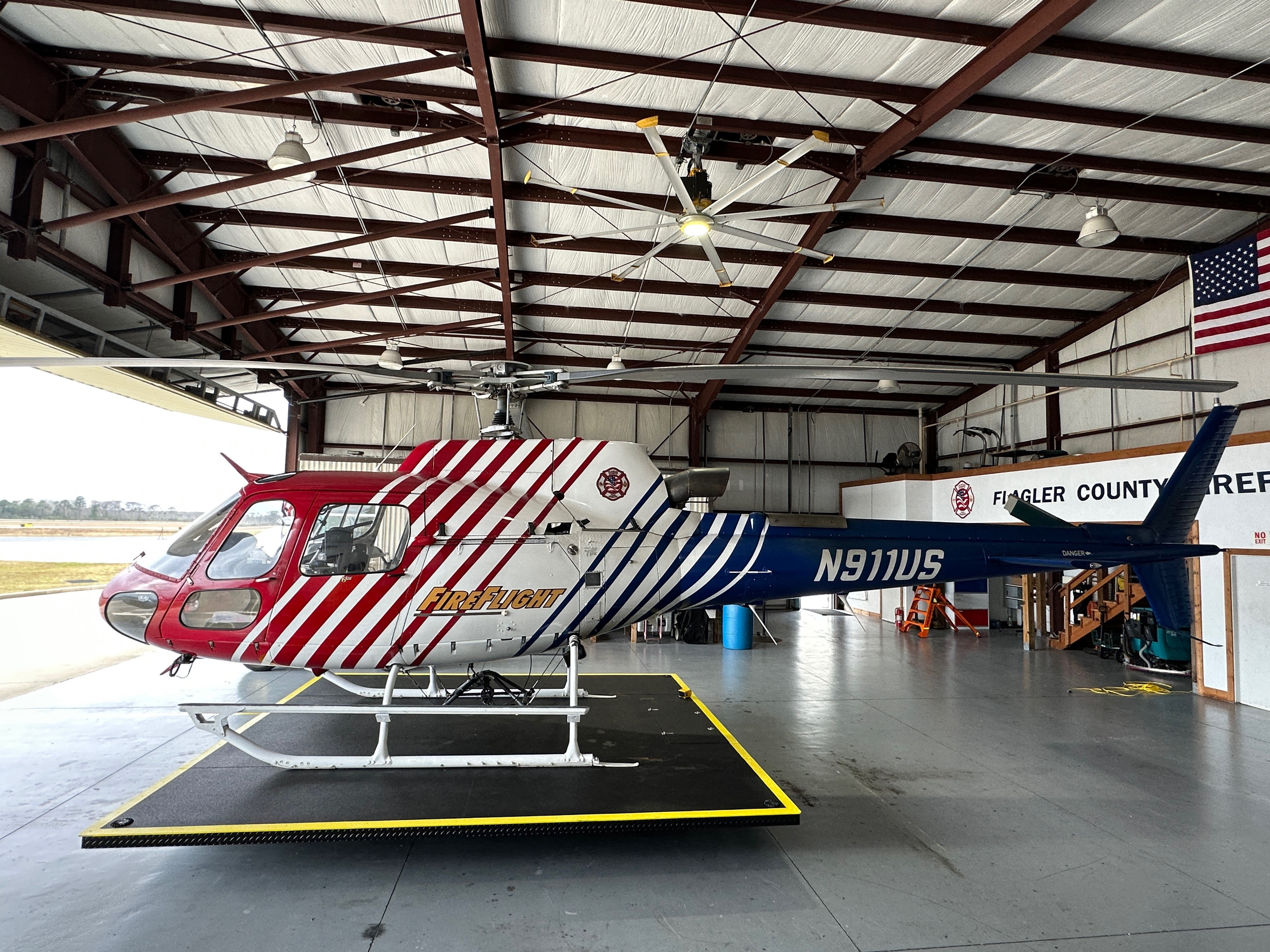
O primeiro AS350 B3 da América do Norte, adaptado para combate a incêndios

- O primeiro AS350 B3 da América do Norte, adaptado para combate a incêndiosAS350 B3: Versão de alto desempenho, equipada com um motor Turbomeca Arriel 2B e uma Unidade de Controle do Motor Digital (DECU) de canal único com sistema de backup mecânico. Este helicóptero foi o primeiro a pousar no cume do Monte Everest.[83][84][85] A variante AS350 B3/2B1 introduz um motor aprimorado com Controle Digital de Motor de Autoridade Total (FADEC) de canal duplo, sistema hidráulico duplo e um peso máximo de decolagem de 2.370 kg (5.225 lb). O AS350 B3e (introduzido no final de 2011) é equipado com o motor Arriel 2D; o AS350 B3e foi renomeado para H125.[86]

- AS350 BA: Equipado com motor Arriel 1B e com lâminas de rotor principal AS355 de maior envergadura e servo do rotor de cauda.
- AS350 BB: Variante AS350 B2 selecionada para atender às necessidades de treinamento de asa rotativa do Ministério da Defesa do Reino Unido, por meio da Defence Helicopter Flying School, em 1996. Equipado com um motor Arriel 1D1 de potência reduzida para melhorar o ciclo de vida dos helicópteros.
- Eurocopter Squirrel HT.1: Designação do AS350BB operado pelo Exército Britânico, por meio da Defence Helicopter Flying School, como helicóptero de treinamento.
- Eurocopter Squirrel HT.2: Designação do AS350BB operado pelo Corpo de Aviação do Exército Britânico como helicóptero de treinamento, baseado em Middle Wallop. Atualmente aposentado.
- AS350 C: Variante inicial da versão com motor Lycoming LTS-101-600A2 desenvolvida para o mercado norte-americano como o AStar. Rapidamente substituído pelo AS350D.
- AS350 D: Equipado com um motor Lycoming LTS-101 para o mercado norte-americano como o AStar. Em algum momento, comercializado como AStar 'Mark III'.
- AS350 L1: Derivado militar do AS350 B1, equipado com um motor turboeixo Turbomeca Arriel 1D de 510 kW (684 shp). Substituído pelo AS350 L2.
- AS350 L2: Derivado militar do AS350 B2, equipado com um motor turboeixo Turbomeca Arriel 1D1 de 546 kW (732 shp). A designação foi substituída pelo AS550 C2.

- HB350 B Esquilo, versão militar desarmada para a Força Aérea Brasileira. Designações brasileiras CH-50 e TH-50. Fabricado sob licença pela Helibras no Brasil.
- HB350 B1 Esquilo, versão militar desarmada para a Marinha Brasileira. Designação brasileira UH-12. Fabricado sob licença pela Helibras no Brasil.
- HB350 L1, versão militar armada para o Exército Brasileiro. Designação brasileira HA-1. Fabricado sob licença pela Helibras no Brasil.

### Conversões pós-venda
- Soloy SD1: Super D AS350 BA, D equipado com um motor LTS101-600A-3A.
- Soloy AllStar: AS350 BA equipado com um motor Rolls-Royce 250-C30. Soloy SD2 AS350 B2 equipado com um motor LTS101-700D-2.
- Heli-Lynx 350FX1: AS350 BA equipado com um motor LTS101-600A-3A. Heli-Lynx 350FX2 AS350 BA ou AS350 B2 equipado com um motor LTS101-700D-2.
- Otech AS350BA+: AS350 BA equipado com um motor LTS101-600A-3A.[87]

## Operadores
Argentina
- Gendarmeria Nacional Argentina[88]
- Polícia Provincial de Buenos Aires[89]

 Áustria
- Polícia Federal da Áustria[90]

 Benim

 Bolívia
- Força Aérea Boliviana[91]

 Botswana
- Força Aérea de Botswana[92]

 Brasil
- Força Aérea Brasileira[93]

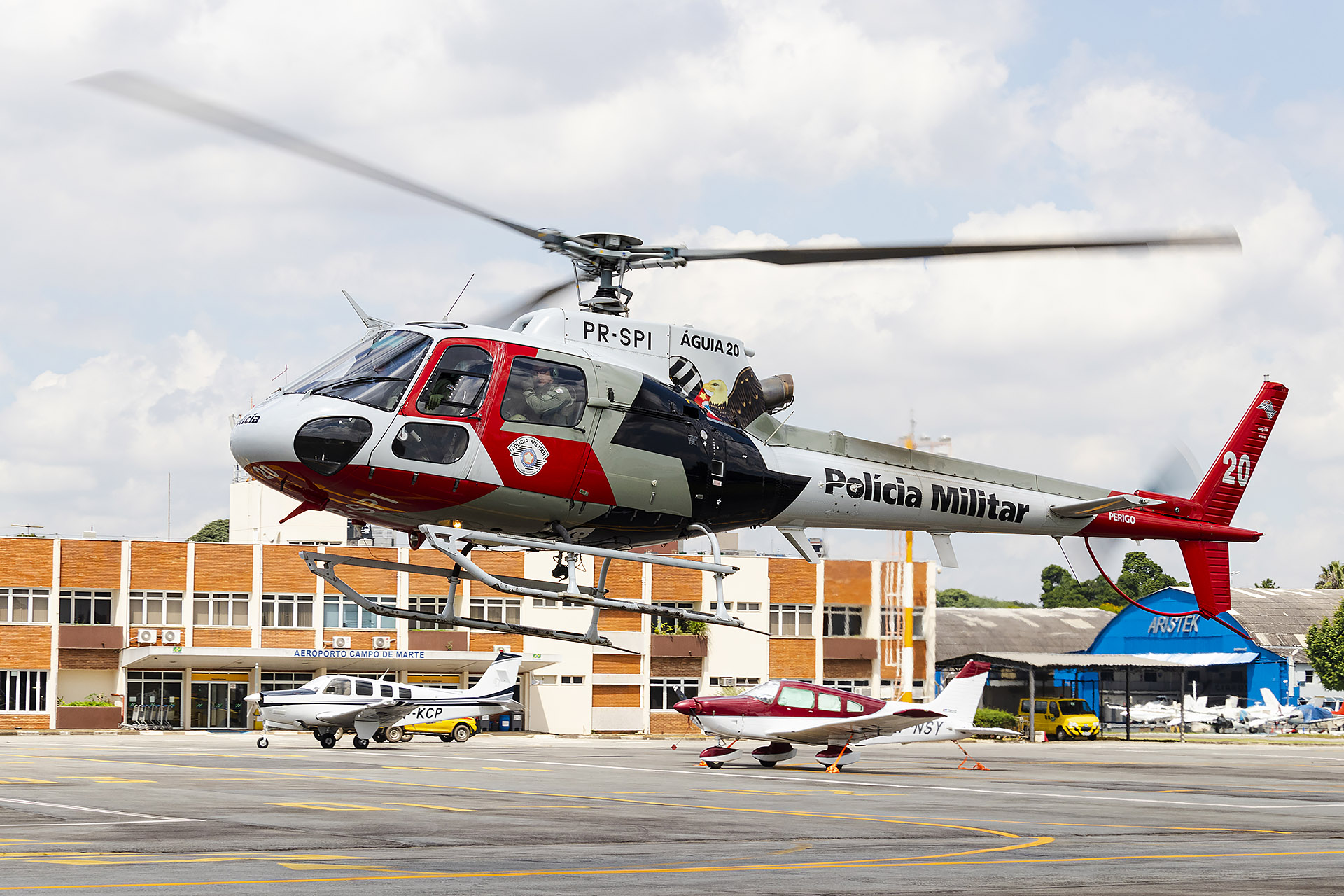
Um AS350 B2 da Polícia Militar do Estado de São Paulo pousando no Campo de Marte, São Paulo

- Marinha do Brasil: Aviação Naval Brasileira[94]
- Exército Brasileiro: Aviação do Exército Brasileiro[95]
- Instituto Brasileiro do Meio Ambiente e dos Recursos Naturais Renováveis (IBAMA)[96]
- Polícia Militar do Estado de São Paulo[97]
- Polícia Civil do Estado de São Paulo[61]
- Polícia Militar do Estado de Minas Gerais[98]
- Polícia Militar do Estado do Ceará[62]
- Brigada Militar do Rio Grande do Sul[99]

 Burquina Fasso
- Força Aérea de Burquina Fasso[100]

 Camboja
- Real Força Aérea do Camboja[101]

 Canadá
- Real Força Aérea Canadiana[102][103][104]

 Chile
- Exército do Chile[105]

 Dinamarca
- Força Aérea Real Dinamarquesa[106]

 Equador
- Exército Equatoriano[107]

 Estados Unidos
- California Highway Patrol'[108]
- Los Angeles Police Department[109]
- Miami Police Department[110]

 França
- Gendarmaria Nacional da França[111]

 Gabão
- Força Aérea do Gabão[112]

 Guiné
- Força Aérea da Guiné[113]

 Paraguai
- Força Aérea Paraguaia[114]
- Aviação Naval Paraguaia[114]

 Portugal

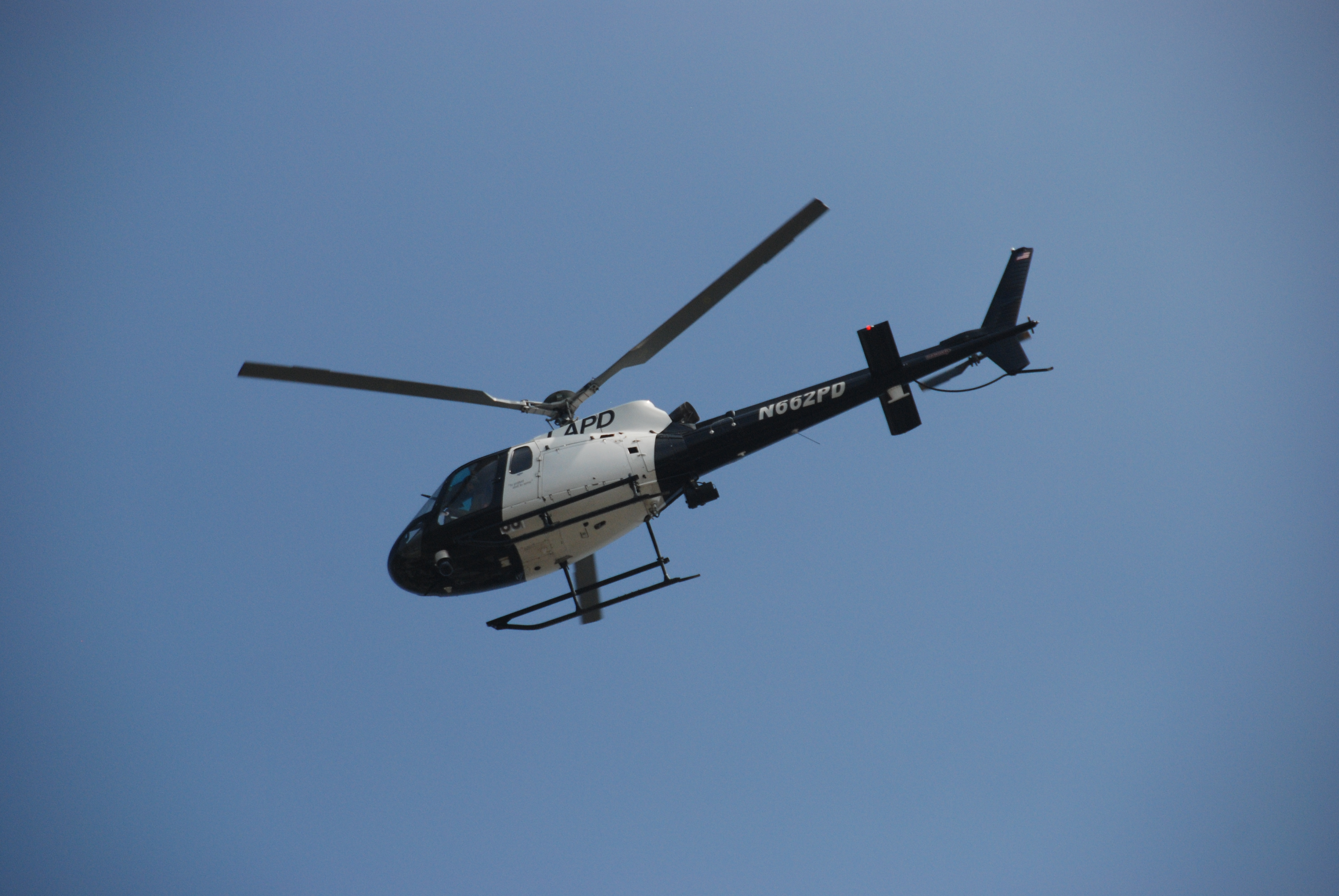
Um AS350 B2 do Los Angeles Police Department (LAPD)

- Ministério da Administração Interna - 4 helicópteros adquiridos em 2006, 1 acidentado em 2015[115][116][117]

 Ucrânia
- Ministério do Interior da Ucrânia[118]

 República Centro-Africana
- Força Aérea Centro-Africana[119]

### Aposentados
Austrália
- Real Força Aérea Australiana[120][121]

 Reino Unido
- Escola de Defesa Aérea[122]

## Especificações

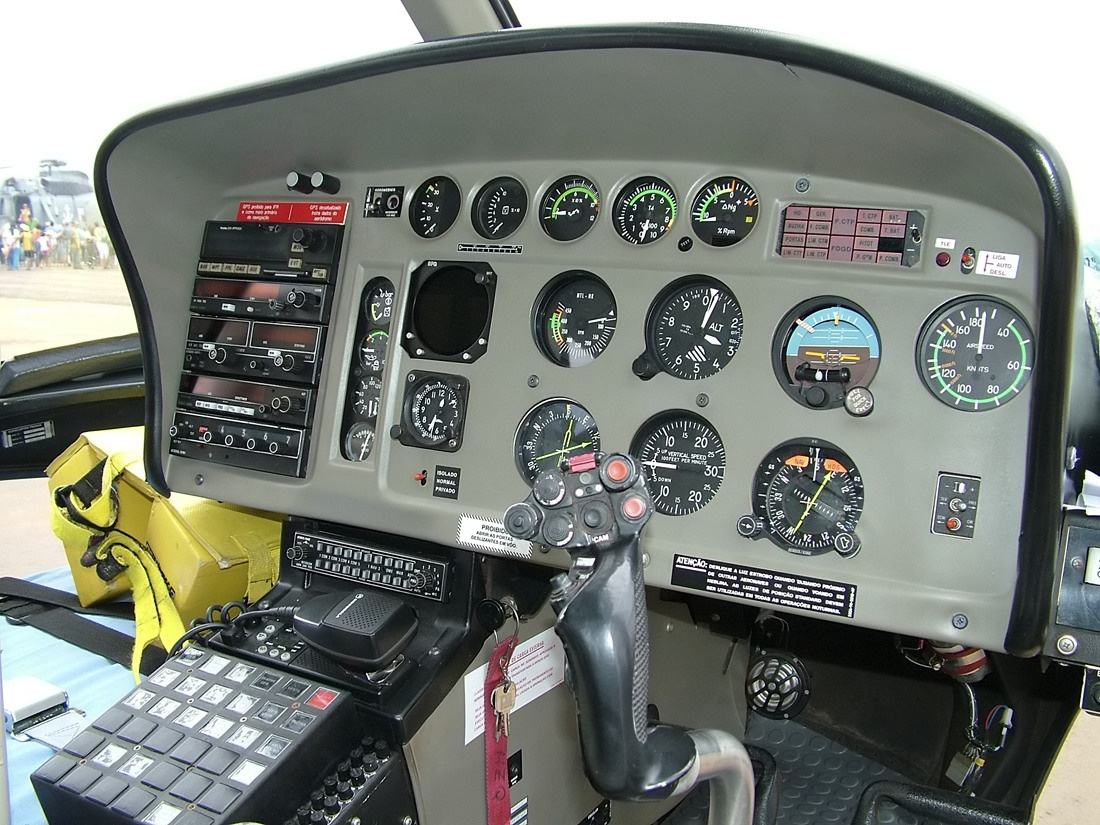
O cockpit de um HB350 B2 Esquilo da Helibras

Dados de Brassey's World Aircraft & Systems Directory 1999/2000

### Características gerais
- Tripulação: 1

- Capacidade: 5 passageiros. Opções de 4, 5 e 6 passageiros disponíveis.[124] A configuração de 6 passageiros substitui o assento dianteiro individual por um banco de dois lugares.[125]

- Comprimento: 10,93 m (fuselagem)

- Altura: 3,145 m

- Peso vazio: 1.174 kg (2.588 lb)

- Peso máximo de decolagem (MTOW): 2.250 kg (4.960 lb)

- Motor: 1 × Motor turboeixo Turbomeca Arriel 2B, 632 kW (848 hp).
- Diâmetro do rotor principal: 10,7 m

- Área do rotor principal: 89,75 metros quadrados

### Performance
Velocidade de cruzeiro: 245 km/h (152 mph, 132 kn)
Velocidade máxima: 287 km/h (178 mph, 155 kn)
Alcance: 662 km (411 mi, 357 nmi)
Autonomia: 4 horas e 6 minutos
Teto operacional: 4.600 m (15.100 pés)
Taxa de subida: 8,5 m/s (1.670 ft/min)